# Симфонія № 4 (Чайковський)
Симфо́нія № 4 фа мінор, тв. 36 — симфонія Петра Ілліча Чайковського, написана в 1877 р.
Написана для великого симфонічного оркестру подвійного складу включно з флейтою піколо
Симфонія у 4-х частинах:
1. Andante sostenuto — Moderato con anima
2. Andantino in modo di canzona
3. Scherzo. Pizzicato ostinato. Allegro
4. Finale. Allegro con fuoco

По силі драматургії цю симфонію ставлять поруч з видатнішими симфоніями Бетховена. Драматургія цієї симфонії визначена «темою року» фанфарного характеру, що звучить у мідних духових (на звуці ля-бемоль). Ця тема відкриває симфонію і неодноразово з'являтиметься в першій і четвертій частині. Завершується симфонія оптимістичним ля-бемоль мажорним рефреном 4. частини.